# الرقابة على الإنترنت في إيران
شهدت السنوات الأخيرة في إيران رقابة أكبر بحكم تخطي مستخدمي الإنترنت 46 مليون مستخدم.

شرعت إيران في بداية آذار / مارس 2012 بتنفيذ إنترنت داخلي يتيح لها تحكم أكبر بالمعلومات والبيانات المتداولة عبر الإنترنت وخصوصا بعد هجوم ستوكسنت الإلكتروني. 

## مزودي خدمة الإنترنت
على كل شركة تزويد خدمة الإنترنت في إيران الحصول على الموافقة من شركة المواصلات الإيرانية ووزارة الإرشاد الإسلامية والثقافية، ومن الضروري حصولها على مرشحات المحتوى. وإلا سيكون على الشركة تحمل العواقب. فقد تم إيقاف 12 شركة على الأقل لفشلها في تتبيت المرشحات . في عام 2008 قامت الحكومة الإيرانية بحجب مايزيد عن 5 ملايين موقع لكونها مخلة بالأدب وغير ملائمة.

## البرامج
العل المحرك الأبرز لفلترة المحتويات في إيران هو مرشح الامحتوى سمارت فيلتر، التابع لشركة سوكيور كومبيوتين. لكن الشركة تنفي بيع البرنامج لإيران وتدعي أن الدولة تستخدم البرنامج بشكل غير قانوني وبدون رخصة.
يقوم البرنامج بحظر المواقع الإباحية ومواقع المثليين جنسيا ومواقع إعلامية وحتى المواقع التي تساعد المستخدمين على التخفي. لكن رغم ذلك فإن إيران تبقى خلف الصين فيما يتعلق بالرقابة على الإنترنت.
تسعى إيران الآن لتطوير برامجها الخاصة لتحسين مايسمى بالإنترنت الداخلي(الإنترنت الحلال).

## التدخل الأمريكي
الكثير من المواقع يستطيع الشعب الإيراني الوصول إليها عن طريق الخدمة الوكيلة، ولكنها تبقى قابلة لمنع استخدامها أيضا. لذلك بادرت الولايات المتحدة بتوزيع بروكسي مجانا للشعب الإيراني، يتغير الموقع كلما قامت الحكومة الإيرانية بمنعه .

## المنع خلال مظاهرات 2017 2018
قامت الحكومة الإيرانية بمنع الوصول للإنترنت عن طريق الجوال وحجب إنستغرام و تطبيق تيليجرام وذلك خلال الاحتجاجات الإيرانية 2017–18